# Toxeus maxillosus
Espèce
Synonymes
- Synemosyna procera Thorell, 1877
- Salticus bellicosus Peckham & Peckham, 1892
- Salticus modestus Thorell, 1892
- Myrmarachne gigantea Żabka, 1985

Toxeus maxillosus est une espèce d'araignées aranéomorphes de la famille des Salticidae.

## Distribution
Cette espèce se rencontre en Asie du Sud-Est et en Chine.

## Description
Le mâle holotype mesure 3,25 mm. Cette araignée est myrmécomorphe.

## Systématique et taxinomie
Cette espèce a été décrite par C. L. Koch en 1846. Elle est placée dans le genre Myrmarachne par Simon en 1901 puis dans le genre Toxeus par Prószyński en 2016.
Synemosyna procera et Salticus modestus ont été placées en synonymie par Thorell en 1895.
Salticus bellicosus a été placée en synonymie par Roewer en 1955.
Myrmarachne gigantea a été placée en synonymie par Yamasaki et Ahmad en 2013.
Toxeus maxillosus septemdentatus a été élevée au rang d'espèce par Nentwig, Blick, Gloor, Jäger et Kropf en 2019.

## Publication originale
- C. L. Koch, 1846 : Die Arachniden. Nürnberg, vol. 13, p. 1-234 (texte intégral).